# حديقة أم الإمارات
حديقة أم الإمارات، التي كانت تُعرف سابقًا باسم حديقة المشرف، هي حديقة حضرية في أبو ظبي، في الإمارات العربية المتحدة، تقع في وسط الشارع الخامس عشر بين طريق المطار وشارع الكرامة وتقدر مساحتها بأكثر من 14 هكتارًا. افتتحت لأول مرة في عام 1982، كان الدخول للحديقة في الأصل حصريًا للنساء والأطفال، ولكنها أصبحت منذ ذلك الحين في متناول جميع الزوار. زار أكثر من 80 ألف طالب الحديقة من خلال شراكتها مع 400 مدرسة في الإمارات العربية المتحدة، بهدف تعريف الشباب حول النظام البيئي للدولة والتراث والحياة البرية.

## التصميم
التصميم العام للحديقة الجديدة من إرث الشيخ زايد بن سلطان آل نهيان ورؤيته في الحفاظ على التاريخ الثقافي والطبيعي لدولة الإمارات العربية المتحدة.

## إعادة التسمية
تم تغيير اسم الحديقة إلى حديقة أم الإمارات تكريما لسمو الشيخة فاطمة بنت مبارك، رئيسة الاتحاد النسائي العام، والرئيسة العليا لمؤسسة التنمية الأسرية ورئيسة المجلس الأعلى للأمومة والطفولة.

## التجهيزات
تحتوي الحديقة على مضمار جري بطول 1200 متر، مدرج يُستخدم للحفلات الموسيقية في الهواء الطلق والمناسبات العامة الأخرى مثل الأفلام، والعروض الرياضية، والرقصات الثقافية، والحفلات الموسيقية أو العروض المسرحية المجتمعية، والعديد من المطاعم وشاحنات الطعام. هناك أيضًا مهرجان سنوي للطعام يُدعى إليه العديد من الطهاة المشاهير العالميين والمحليين فضلاً عن الأعمال الموسيقية.
تضم الحديقة أيضًا حديقة حيوانات أليفة تضم حيوانات أصلية مثل الإبل وكذلك المهور والأرانب والسلاحف والماعز الأقزام والناموس.
ومن أقسامها أيضاً : حديقة الأطفال وحديقة النباتات وبيت الظل  الذي يحاكي اتجاهات البوصلة الأربعة وكذلك منطقة العشب الكبرى

## بستان الحكمة
وهي أحد المعالم البارزة في الحديقة والتي تحتفي بتاريخ الإمارات وثقافتها، وتحتوي على لوحات رخامية تنساب عليها المياه نقشت عليها بعض أقوال الشيخ زايد بن سلطان آل نهيان الذي عرف عنه اهتمامه بالبيئة والطبيعة، وقد صممت بطريقة تعكس نمط البيئة المحلية التي كان يعيشها الشيخ زايد.

## جواهر أبوظبي
تضم الحديقة جواهر أبوظبي وهي خمس مجسمات من البرونز بالحجم الطبيعي لرموز وأيقونات ثمثل جهود أبو ظبي للحفاظ على البيئة والأنواع الطبيعية،  لكل من أبقار البحر والنحام الكبير ( الفلامنجو) والمها العربي وسلاحف منقار الصقر والصقر الحر.

## الجوائز
حصلت الحديقة على جائزة العلم الأخضر في عام 2016.
في عام 2019، حطّمت الحديقة الرقم القياسي العالمي لموسوعة غينيس بأنها "أكبر مجموعة متنوعة من الحلويات في العالم".

## معرض الصور

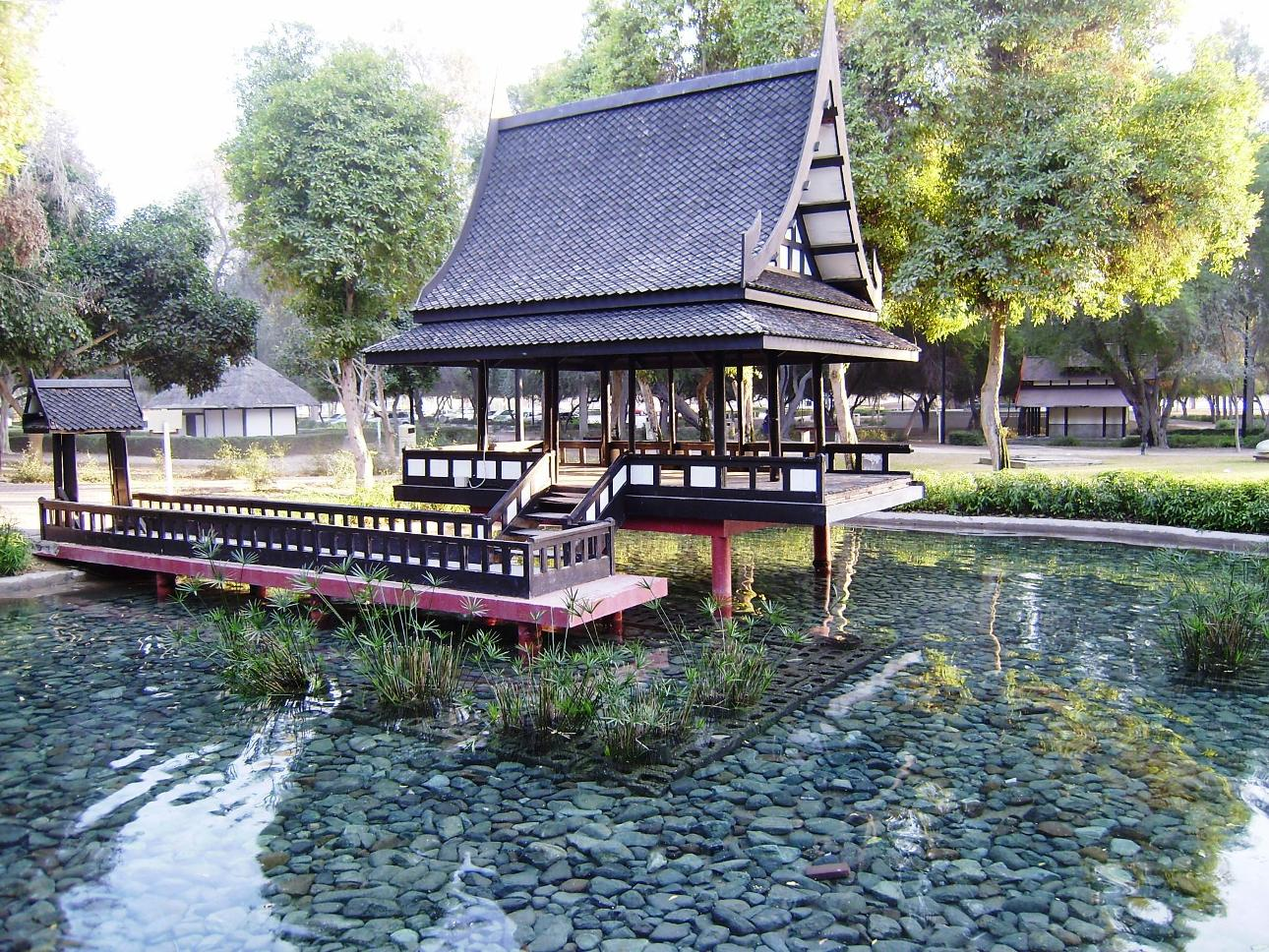
حديقة أم الإمارات (حديقة المشرف سابقاً)
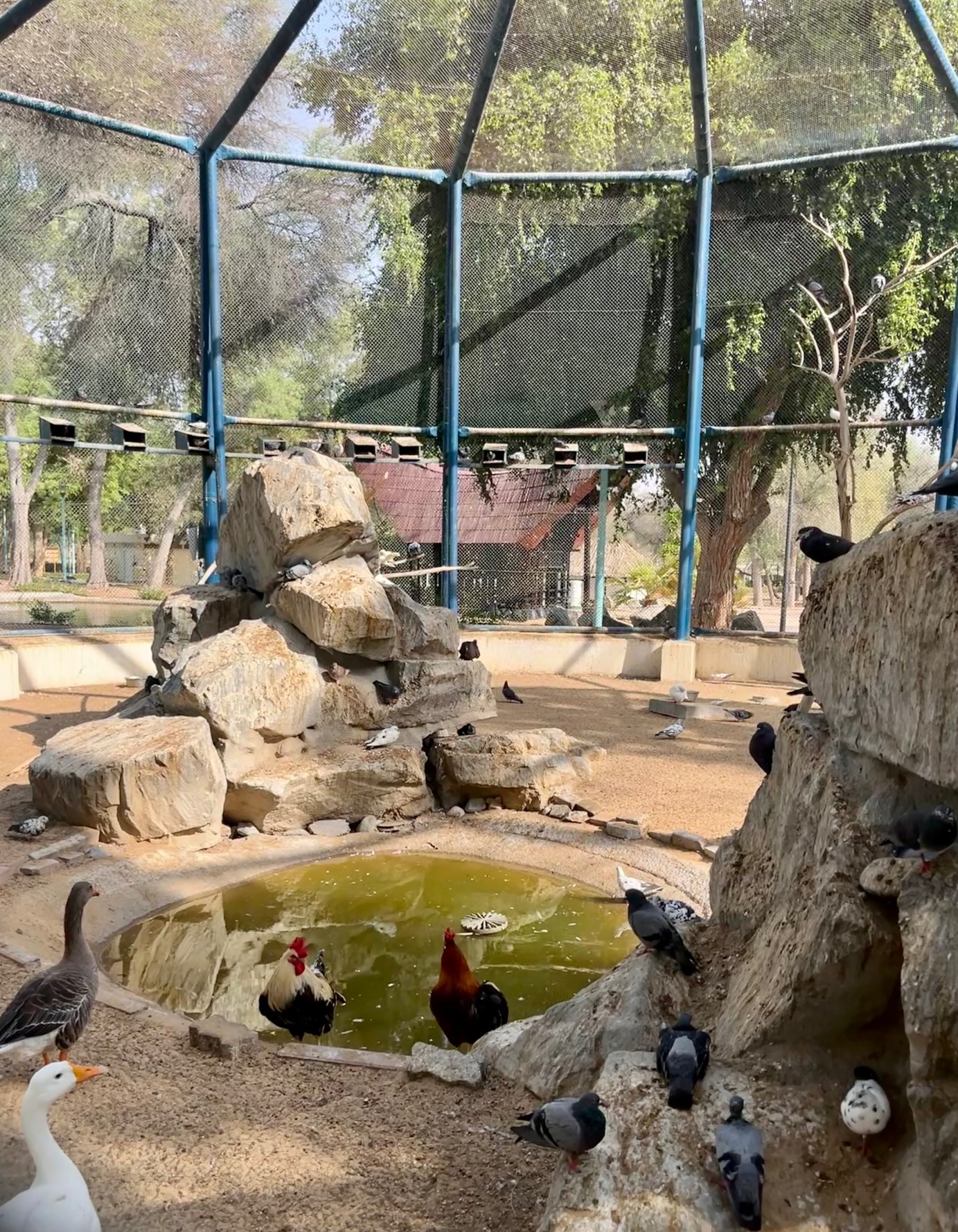
حديقة أم الإمارات (حديقة المشرف سابقاً)
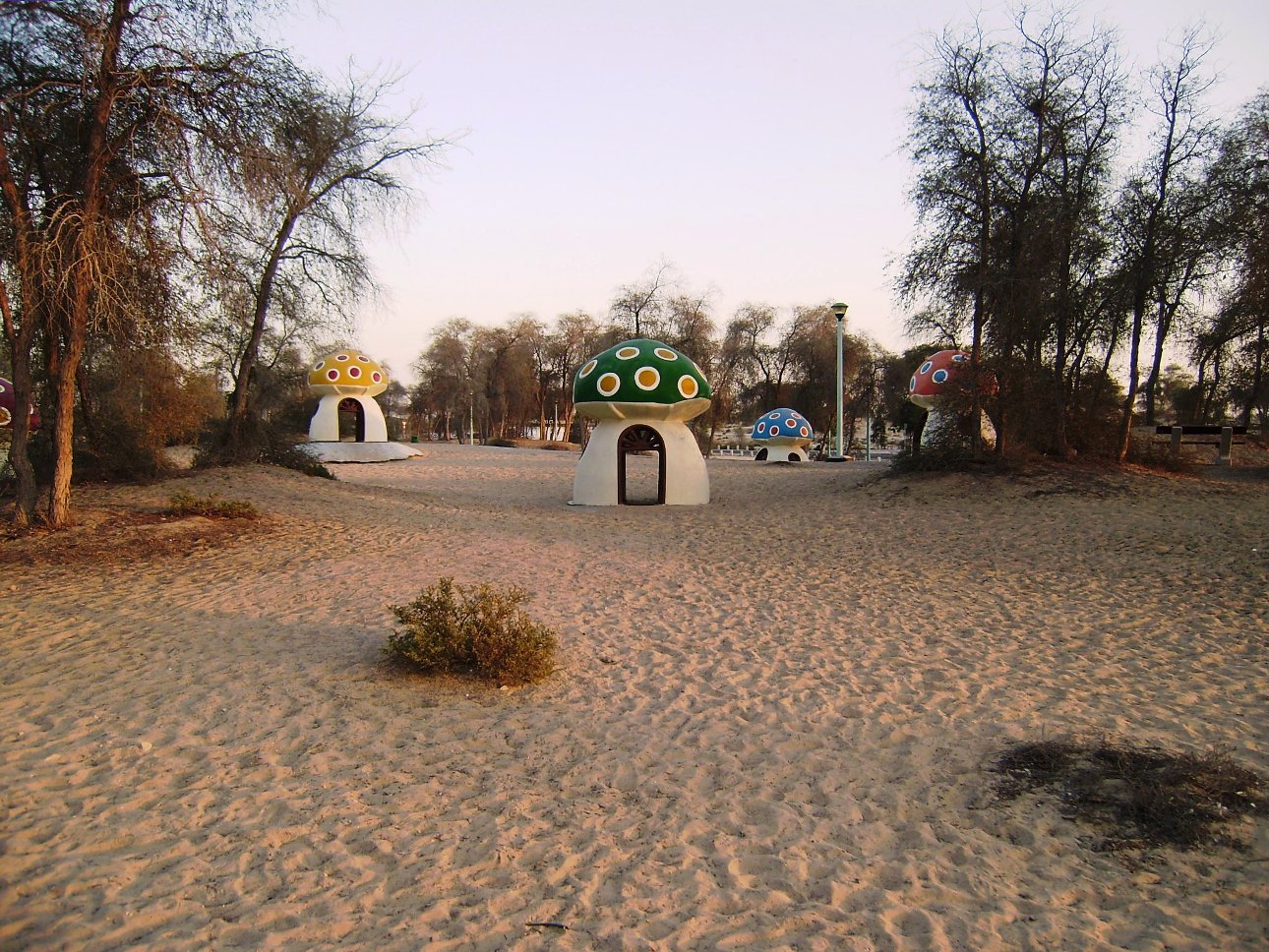
حديقة أم الإمارات (حديقة المشرف سابقاً)
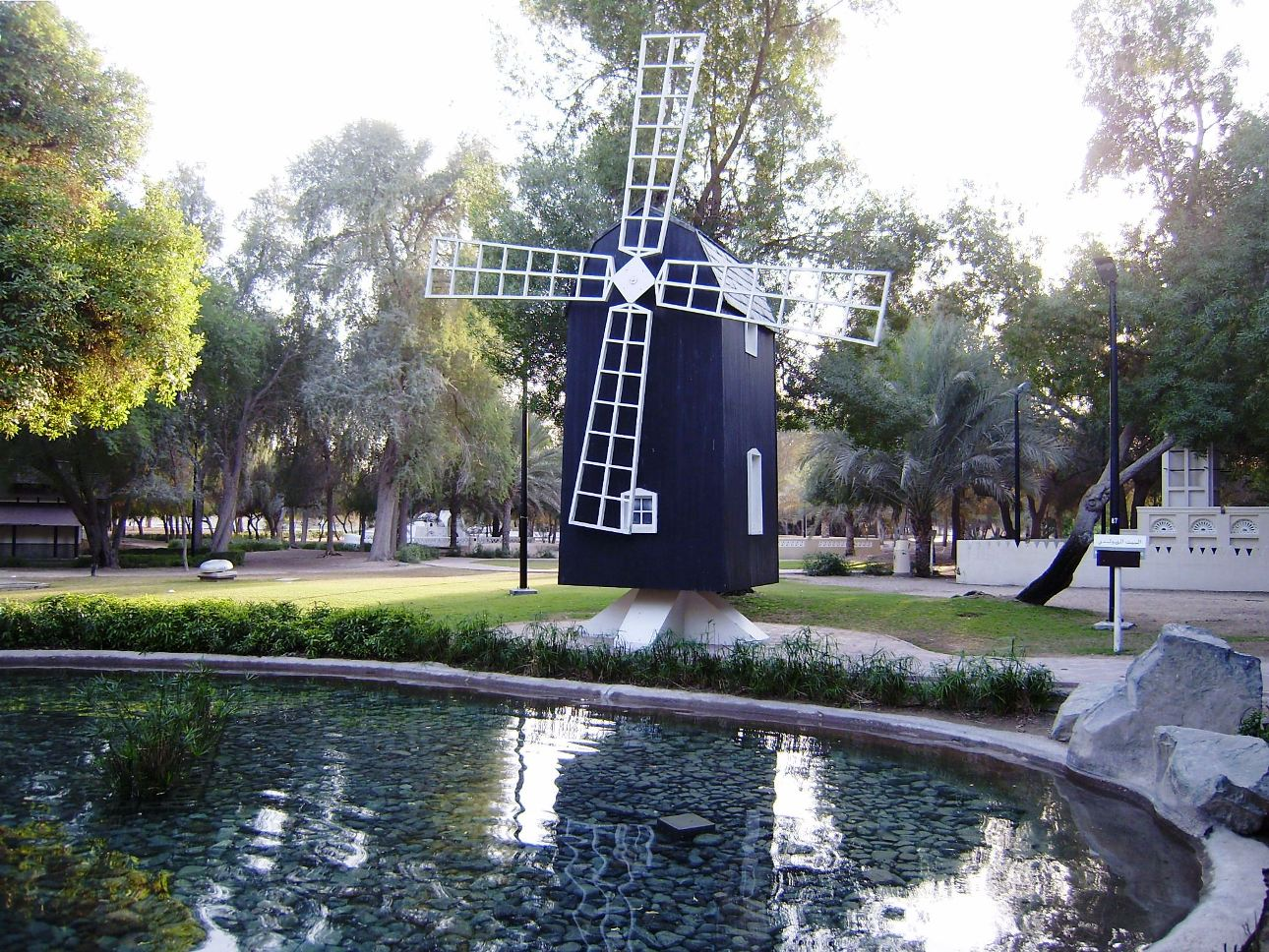
حديقة أم الإمارات (حديقة المشرف سابقاً)